# Aloe fulleri
Aloe fulleri é uma espécie de liliopsida do gênero Aloe, pertencente à família Asphodelaceae.